# HIV/AIDS no Zimbábue

Prevalência de HIV/AIDS na África, total (% da população de 15 a 49 anos)

HIV e AIDS é um importante problema de saúde pública no Zimbábue. O país registra um dos maiores números de casos em África Subsaariana. De acordo com relatórios, o vírus está presente no país há cerca de 40 anos. No entanto, evidências sugerem que a disseminação do vírus pode ter ocorrido antes. Nos últimos anos, o governo concordou em tomar medidas e implementar estratégias de metas de tratamento para enfrentar a prevalência dos casos na epidemia. Observou-se um progresso notável, com cada vez mais indivíduos cientes de seu status de HIV/AIDS, recebendo tratamento e registrando altas taxas de supressão viral. Como resultado, relatórios nacionais de progresso indicam que a epidemia está em declínio e começando a atingir um platô. Organizações internacionais e o governo nacional atribuíram esse impacto ao aumento do uso de preservativos na população, à redução no número de parceiros sexuais e ao fortalecimento do conhecimento e do sistema de apoio por meio da implementação bem-sucedida de estratégias de tratamento pelo governo. As populações vulneráveis mais atingidas pelo HIV/AIDS no Zimbábue incluem mulheres e crianças, profissionais do sexo e a comunidade LGBTQ+.

## Origens e contexto
O início da epidemia de HIV/AIDS no Zimbábue remonta à metade dos anos 1980, quando os casos registrados aumentaram mais de 60%. Os primeiros casos geralmente levaram pacientes a procurar assistência para enfermidades como infecções respiratórias graves ou diarreia associada à perda de peso, além de uma série de outras doenças. Ademais, nesse período, crianças de maior status socioeconômico apresentavam sinais de Desnutrição relacionados à pobreza, embora a causa dessa desnutrição ainda não fosse diagnosticada. As taxas de crescimento nos estágios iniciais da epidemia de HIV/AIDS foram associadas à falta de medicamentos disponíveis e ao aumento de comportamentos sexuais de alto risco. Em 2000, estimava-se que 25% da população vivia com o vírus. Atualmente, os números iniciais de casos desse período são considerados substancialmente subestimados, devido a barreiras socioculturais de notificação, bem como ao fato de que indivíduos podem permanecer assintomáticos por até duas décadas antes de apresentarem os sintomas que demandam diagnóstico e tratamento.

## Prevalência

### Estatísticas de transmissão

Novas infecções por HIV/AIDS e óbitos ocorridos a cada ano no Zimbábue de 1990 a 2015; dados da ONUSIDA

Apesar da gravidade da epidemia, a transmissão e a prevalência de HIV/AIDS no Zimbábue estão em declínio. O Dr. Peter Piot, chefe do ONUSIDA, afirmou que, no Zimbábue, “O declínio nas taxas de HIV deve-se a mudanças de comportamento, incluindo o aumento do uso de preservativos, o adiamento da primeira relação sexual e a redução do número de parceiros sexuais.” Embora relatórios de organizações como a ONUSIDA e a OMS demonstrem declínio contínuo da prevalência de HIV/AIDS no Zimbábue, muitos grupos demográficos ainda correm risco de transmitir o vírus. Segundo um estudo realizado em toda a África Subsaariana, os fatores de maior risco para contrair HIV/AIDS com maior associação ao vírus são múltiplos parceiros sexuais, elevado número de atividades sexuais pagas e a presença de coinfecções como o HSV-2 e outras Infecções sexualmente transmissíveis. Além disso, estima-se que o principal meio de transmissão de HIV/AIDS na população do Zimbábue continue sendo o sexo heterossexual desprotegido.

### Taxas de mortalidade
As Taxas de mortalidade no Zimbábue atribuídas à epidemia de HIV/AIDS continuam a diminuir junto com as infecções diagnosticadas. Em 2018, a ONUSIDA relatou que houve uma redução de 60% nas mortes relacionadas à AIDS desde 2010, além de uma diminuição de 24.000 novas infecções por HIV. No mesmo ano, dados dos CDC indicam que houve aproximadamente 19.000 mortes pelo vírus, uma redução notável em relação aos anos anteriores. A causa de morte mais comum para pessoas vivendo com HIV/AIDS no Zimbábue continua sendo a coexistência do vírus com tuberculose. Os dados sobre a distribuição demográfica de mortes relacionadas ao HIV/AIDS são limitados porque o trabalho sexual e as relações entre HSH são ilegais.

## Controle e prevenção

### Tratamento
Esforços nacionais e internacionais para combater a disseminação do vírus por meio da ampliação do acesso ao tratamento antirretroviral contribuíram para uma redução significativa da prevalência do vírus. Uma revisão recente do progresso do governo na implementação de políticas nacionais de tratamento recomendadas internacionalmente e medidas de implementação constatou que o Zimbábue avançou consideravelmente em seus compromissos. Em 2018, cerca de 1.086.674 pessoas recebiam tratamento antirretroviral. Entretanto, o acesso ao tratamento ainda é limitado para certos grupos e demografias, e os dados sobre o acesso de populações específicas são escassos devido a barreiras legais. O Relatório de Direitos Humanos do Zimbábue de 2018, apresentado pelo Departamento de Estado dos EUA, afirma que, desde a disseminação inicial do vírus, um número substancial de cidadãos vivendo com HIV/AIDS continua a enfrentar discriminação social por meio de estigma e no emprego, o que constitui barreiras significativas ao acesso ao tratamento.

### Resposta em saúde
Nos últimos anos, o governo nacional do Zimbábue tem empreendido esforços para enfrentar a epidemia, oferecendo assistência médica a cidadãos vivendo com HIV/AIDS. Além disso, o Zimbábue foi o primeiro país da África a aderir às diretrizes recomendadas pela OMS para TAR. Contudo, em 2016, a organização atribuiu apenas uma classificação de implementação parcial ao governo pela adaptação às Diretrizes de Populações-Chave da OMS e pela implementação do monitoramento da carga viral. Adicionalmente, o governo nacional aprovou várias leis e iniciativas políticas com o objetivo de proteger pessoas vivendo com o vírus contra discriminação e oferecer-lhes os tratamentos médicos necessários. Entre elas estão a garantia de testagem anônima para HIV, leis que proíbem a discriminação contra pessoas com HIV/AIDS, bem como programas governamentais como o Zimbabwe National Behaviour Change Programme. Não obstante, pessoas vivendo com HIV/AIDS continuam a enfrentar estigma social e discriminação em diversos setores de emprego e por meio de legislação.

### Ajuda internacional

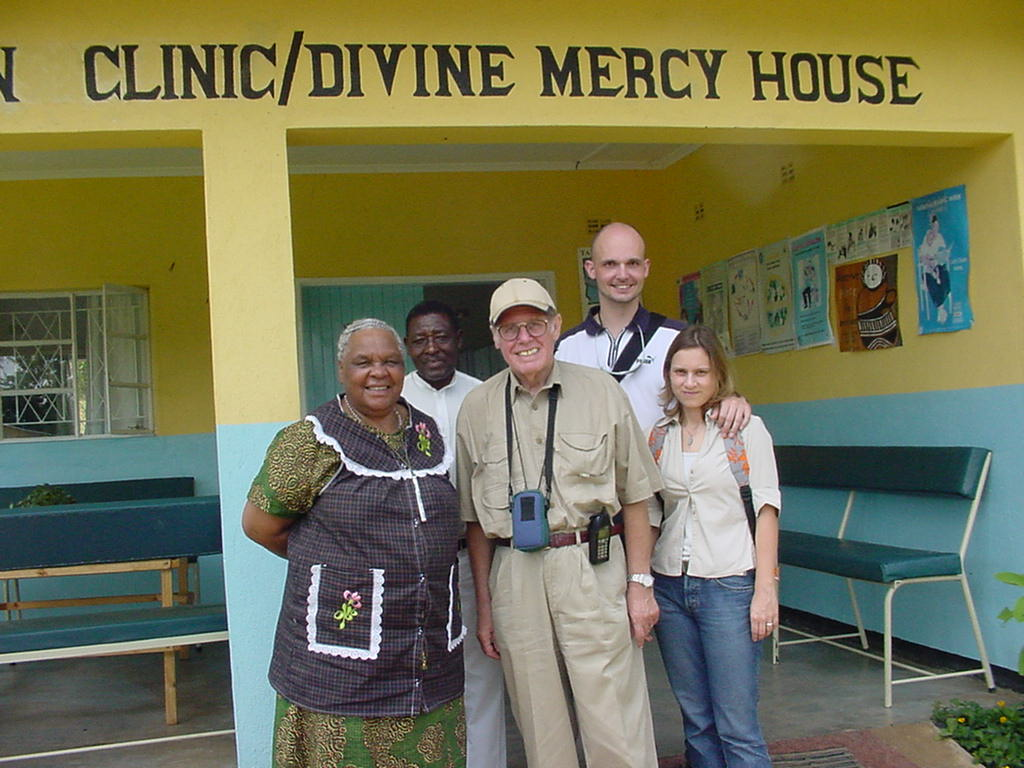
Dr. Heinrich Buttgen no orfanato Mother of Peace para órfãos de AIDS no Zimbábue (2005)

A assistência externa e a ajuda internacional desempenharam um papel significativo na expansão dos recursos para o tratamento de HIV/AIDS no Zimbábue. Mais de 65% dos gastos com HIV no país provêm de doadores estrangeiros. A USAID tem presença marcante no país desde 1980, tendo fornecido mais de três bilhões de dólares em ajuda externa e estabelecido parcerias com o governo nacional e outros doadores. O PEPFAR, fruto de parceria entre o governo dos EUA e a USAID, resultou em grande parte dos fundos de doadores estrangeiros sendo direcionados ao combate ao HIV/AIDS. Esse programa ampliou o acesso ao tratamento e reduziu as mortes anuais relacionadas ao HIV desde sua implementação, em 2006. A maior fonte de recursos internacionais e nacionais para resposta ao HIV é o Fundo Global.

## Impacto em populações vulneráveis

### Mulheres e crianças
As mulheres vivendo com HIV/AIDS enfrentam inúmeros obstáculos devido a restrições socioculturais, e muitas vezes normas de gênero impedem o acesso aos serviços de saúde. Além disso, lactentes estão em risco de contrair o vírus por meio da transmissão vertical quando mães HIV-positivas amamentam sem receber terapia antirretroviral. Um estudo-chave publicado em 2017 sobre pesquisas de HIV/AIDS no Zimbábue, Maláui e Nigéria confirma que “quase 80% de todas as infecções infantis [foram] atribuídas a cerca de 20% das gestantes e lactantes HIV-positivas não mantidas em terapia antirretroviral”. No entanto, houve avanços nos últimos anos, pois, em 2015, a OMS constatou que 93% das gestantes haviam recebido tratamento antirretroviral para a prevenção da transmissão vertical do HIV (PMTCT). Além disso, estima-se que o número de crianças de 0 a 14 anos vivendo com o vírus seja de 84.000, valor notavelmente inferior aos 490.000 homens com 15 anos ou mais e às 730.000 mulheres vivendo com HIV/AIDS. Todavia, estudos recentes mostram que há exceções a essas tendências associadas ao status socioeconômico, já que crianças expostas ao HIV e não infectadas em áreas rurais do Zimbábue têm 40% mais chances de morrer do que outras crianças expostas ao vírus.

### Profissionais do sexo
Profissionais do sexo no Zimbábue enfrentam níveis desproporcionais de discriminação que prejudicam seu acesso às opções de tratamento. A maioria dos profissionais do sexo diagnosticados com HIV/AIDS não prossegue com opções de tratamento, como a terapia antirretroviral, após o diagnóstico. Dentre aqueles que utilizam encaminhamentos, as taxas de abandono são notoriamente altas, e apenas um pequeno número de indivíduos comparece a mais de uma consulta. De acordo com um estudo recente realizado em Bulawayo, profissionais masculinos do sexo no Zimbábue relataram barreiras adicionais ao acesso a assistência para HIV/AIDS devido ao estigma acrescido em torno da homossexualidade e do trabalho sexual.

### Comunidade LGBTQ+
As relações sexuais entre homens são ilegais no Zimbábue, de acordo com a Seção 73 da Criminal Law Act. Além disso, o governo não reconhece formalmente a comunidade gay como população-chave para prevenção e cuidado do HIV. A organização não governamental GALZ relata que estatísticas oficiais sobre transmissão entre pessoas do mesmo sexo não são coletadas pelo governo. Aspectos restritivos do sistema legal, combinados a normas sociais estigmatizantes, representam barreiras ao acesso ao tratamento para essas comunidades. Um estudo de 2016 sobre o acesso a serviços de saúde gerais no Zimbábue sugere que são essenciais mais educação sobre questões LGBTQ+ no setor de saúde, assim como capacitação de sensibilidade para entrevistadores clínicos, a fim de enfrentar as barreiras existentes ao tratamento para a comunidade.